# Damien Battant de Pommerol
 (mai 2025).
Damien Battant de Pommerol est un homme politique français né le 19 juin 1763 à Montbrison (Loire) et décédé le 7 avril 1849 à Montbrison.
Président du tribunal de Montbrison, il est député de la Loire de 1815 à 1818 et de 1820 à 1827, siégeant dans la majorité soutenant les gouvernements de la Restauration. Il fut aussi président du conseil général de la Loire.

## Sources
- « Damien Battant de Pommerol », dans Adolphe Robert et Gaston Cougny, Dictionnaire des parlementaires français, Edgar Bourloton, 1889-1891 [détail de l’édition]